# درزی‌نقیب‌کلا
درزی‌نقیب‌کلا، روستایی است از توابع بخش رودبست شهرستان بابلسر در استان مازندران ایران.
معروف به زیباترین روستای منطقه می‌باشد که رود بابلرود هم از کنار این روستا می‌گذرد.
دو مسجد و یک حسینیه و یک زمین ورزشی دارد که متعلق به عام مردم روستا می‌باشد.

## جمعیت
این روستا در دهستان پازوار قرار داشته و براساس آخرین سرشماری مرکز آمار ایران که در سال ۱۳۸۵ صورت گرفته، جمعیت آن ۱۳۳۰نفر (۳۶۰خانوار) بوده‌است.